# توماهوك

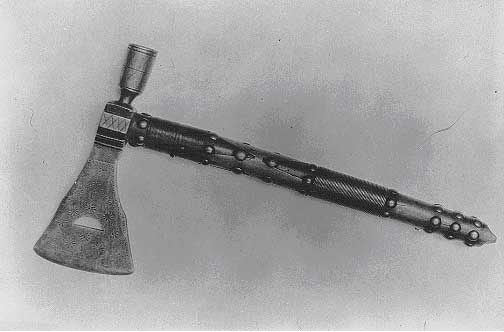
توماهوك يعود إلى القرن التاسع عشر.

التوماهوك هو نوع من الفؤوس في أمريكا الشمالية استخدمه الهنود الحمر (الأمريكيون الأصليّون)، وهو فأس قصير حادٌّ مع مقبض عمودي خشبي عادة، وكان يستخدم من قبل المستعمرين الأوروبيين كذلك، وكان استعماله بيدٍ واحدةٍ للقتال القريب أو للرمي بشكل مباشر على الخصم في القتال البعيد. وهو يماثل الفأس الإفريقي المسمى نزابا زاب (Nzappa zap)، وأصلاً كان رأسه من
حجر لكن فيما بعد تم تطويره إلى رأس حديدي وتمت مقايضة وشراء الحديد من البحرية الملكية البريطانية مقابل الغذاء للبريطانيين. يبلغ طوله أقل من 60 سنتيمتراً وزنه يتراوح من 260 إلى 570 غراماً.